# Operacja Rhubarb
Operacja Rhubarb (pol. Rabarbar) – rodzaj dziennych działań taktycznych brytyjskiego RAF, prowadzonych w czasie II wojny światowej, podczas których samoloty myśliwskie atakowały cele naziemne.

## Historia
Lotnictwo brytyjskie podczas walk we Francji oraz bitwy o Anglię poniosło duże straty osobowe i sprzętowe. Dlatego też, z obawy przed poniesieniem dalszych bezpowrotnych strat, Royal Air Force w okresie od czerwca do grudnia 1940 roku nie decydowało się na prowadzenie operacji nad okupowaną Europą. Dopiero pod koniec 1940 roku przystąpiono do planowania operacji zaczepnych, jakie miałyby być prowadzone nad północną Francją i Belgią. Miały być to działania o charakterze nękającym, ukierunkowane na niszczenie celów naziemnych, linii komunikacyjnych i środków transportu (lądowego i morskiego), wybranych zakładów przemysłowych (np. destylarni alkoholu), linii energetycznych, sieci transportu paliwa we Francji oraz atakowanie baz Luftwaffe. Do realizacji tych zadań przewidywano użycie samolotów myśliwskich i myśliwsko-bombowych. Ataki miały być przeprowadzane na niskim pułapie przy dużym zachmurzeniu. Do walki ze strony RAF miały być kierowane niewielkie siły – para, klucz czy eskadra, których zadaniem było niepostrzeżone dotarcie nad cel i przeprowadzenie ataku z użyciem broni pokładowej. W ramach tej operacji nie przewidywano prowadzenia walki z większymi formacjami lotnictwa myśliwskiego nieprzyjaciela. Zakładano też, że ataki będą przeprowadzane wtedy, gdy podstawa chmur nad celem będzie utrzymywać się na poziomie 600-700 metrów (2000 stóp). Miało to zapewnić bezpieczeństwo podczas ataku oraz dać możliwość szybkiej ucieczki z miejsca akcji.
Celem tych działań miało być oddziaływanie moralne na nieprzyjaciela – atakowanie go na własnym terytorium oraz utrzymanie w ciągłej gotowości do walki. Miały też służyć zbieraniu doświadczeń zarówno przez pilotów, dowódców operacyjnych, jak i sztaby. Cele ataku i siły w nim użyte miały być ustalane na poziomie eskadr wykonujących nalot, w oparciu o dane jakimi dysponowali oficerowie wywiadu tych jednostek. Zakładano, że formacje będą startowały do akcji jednocześnie, a ugrupowanie będzie prowadził dowódca pierwszej sekcji. W ustalonej wcześniej odległości od brzegu miał ocenić, czy warunki pogodowe pozwalają na kontynuowanie zadania. Gdy ocena wypadała pomyślnie formacje miały się rozdzielić, wyruszyć w wyznaczone rejony działania i atakować napotkane tam cele. Kolejne uregulowania związane z przeprowadzaniem ataków w ramach operacji Rhubarb pojawiły się w 1942 roku, kiedy dowództwo lotnictwa myśliwskiego RAF w notach 53/1942 i 96/1942 doprecyzowało, że dobór celów nie powinien powodować zagrożenia życia ludności cywilnej krajów okupowanych.
Pierwszy atak, w ramach przyjętych założeń, został przeprowadzony 20 grudnia 1940 roku przez parę samolotów z 66. Dywizjonu i jego celem było niemieckie lotnisko w Le Touquet. Dzień później dowództwo 11. Grupy Myśliwskiej przesłało do podległych jej jednostek pismo, w którym szczegółowo opisano nowy typ zadań. Operacja otrzymała kryptonim Mosquito (pol. Komar), jej oficjalnym celem było niszczenie obiektów naziemnych ogniem broni pokładowej przy zapewnieniu maksymalnego bezpieczeństwa pilotom biorącym udział w ataku. Zadania tego typu miały być realizowane raz w tygodniu przez każdą podległą 11. Grupie stację lotniczą, jeśli warunki pogodowe pozwalały na jej przeprowadzenie. 27 stycznia 1941 roku oznaczenie kodowe operacji zostało zmienione na Rhubarb. Było to spowodowane wprowadzeniem do użytku DH.98 Mosquito i zbieżnością nazwy samolotu i operacji.
Podczas akcji Rhubarb atakowano również napotkane w powietrzu samoloty nieprzyjaciela. Najbardziej spektakularnym sukcesem podczas ich wykonywania było zestrzelenie 15 maja 1941 roku przez pilotów 303. Dywizjonu w rejonie Saint-Omer transportowego Junkersa Ju 52. Na jego pokładzie zginął dowódca I Fliegerkorps Luftwaffe Generaloberst Ulrich Grauert i jego sztab. Zestrzelenie zaliczono mjr. Jerzemu Jankiewiczowi i sierż. Wacławowi Giermerowi.
Operacja Rhubarb była prowadzona do końca działań wojennych, w 1945 roku jej zasięgiem objęto teren rdzennej Rzeszy.
W połączeniu z innymi działaniami lotnictwa sprzymierzonych operacja Rhubarb pozwoliła Aliantom na osiągnięcie zakładanego celu jakim było przejęcie inicjatywy w wojnie powietrznej nad okupowaną Europą. Zostało to jednak okupione dużymi stratami wśród biorących w nich udział pilotów. M.in. 12 kwietnia 1941 roku podczas lotu w ramach operacji Rhubarb zaginął kpt. pilot Zdzisław Henneberg (dowódca Dywizjonu 303), a 22 sierpnia 1942 roku podczas ataku na lotnisko Luftwaffe w St. Omer-Longuenesse Dywizjon 306 stracił 4 maszyny (trzech pilotów poległo, jeden dostał się do niewoli), a cztery inne samoloty zostały uszkodzone.